# Candoso (São Martinho)
Candoso (São Martinho) (oficialmente; também usado São Martinho de Candoso) é uma freguesia portuguesa do município de Guimarães, com 2,21 km² de área e 1 234 habitantes (censo de 2021). A sua densidade populacional é 558,4 hab./km².

## Demografia
A população registada nos censos foi:
| Distribuição da População por Grupos Etários | Distribuição da População por Grupos Etários | Distribuição da População por Grupos Etários | Distribuição da População por Grupos Etários | Distribuição da População por Grupos Etários |
| -------------------------------------------- | -------------------------------------------- | -------------------------------------------- | -------------------------------------------- | -------------------------------------------- |
| Ano                                          | 0-14 Anos                                    | 15-24 Anos                                   | 25-64 Anos                                   | > 65 Anos                                    |
| 2001                                         | 270                                          | 236                                          | 872                                          | 223                                          |
| 2011                                         | 141                                          | 172                                          | 789                                          | 238                                          |
| 2021                                         | 121                                          | 120                                          | 701                                          | 292                                          |

## Património
- Igreja de São Martinho de Candoso ou Igreja Matriz de São Martinho de Candoso[5]

## Política

### Eleições autárquicas
| Data | %      | V      | %       | V       | %      | V      | %       | V       | %     | V  | %     | V  | %       | V       |
| Data | IND    | IND    | PPD/PSD | PPD/PSD | CDS-PP | CDS-PP | APU/CDU | APU/CDU | AD    | AD | PS    | PS | PSD-CDS | PSD-CDS |
| ---- | ------ | ------ | ------- | ------- | ------ | ------ | ------- | ------- | ----- | -- | ----- | -- | ------- | ------- |
| 1976 | 44,56  | 4      | 29,66   | 2       | 21,78  | 1      |         |         |       |    |       |    |         |         |
| 1979 |        |        | AD      | AD      | AD     | AD     | 39,13   | 5       | 37,22 | 5  | 22,20 | 3  |         |         |
| 1982 | 44,31  | 6      |         |         |        |        | 51,20   | 7       |       |    |       |    |         |         |
| 1985 |        |        | 41,90   | 4       |        |        | 56,04   | 5       |       |    |       |    |         |         |
| 1989 | 36,76  | 3      |         |         | 60,97  | 6      |         |         |       |    |       |    |         |         |
| 1993 | 20,39  | 2      | 50,14   | 5       |        |        | 27,73   | 2       |       |    |       |    |         |         |
| 1997 | 27,15  | 2      | 49,48   | 5       |        |        | 21,00   | 2       |       |    |       |    |         |         |
| 2001 | 17,18  | 1      | 35,88   | 3       |        |        | 45,23   | 5       |       |    |       |    |         |         |
| 2005 | 14,16  | 1      | 29,97   | 3       |        |        | 52,86   | 5       |       |    |       |    |         |         |
| 2009 | 18,56  | 2      | 27,18   | 2       |        |        | 49,39   | 5       |       |    |       |    |         |         |
| 2013 | CDS-PP | CDS-PP | PPD/PSD | PPD/PSD | 25,79  | 2      |         |         | 52,98 | 6  | 17,27 | 1  |         |         |
| 2017 | CDS-PP | CDS-PP | PPD/PSD | PPD/PSD | 11,47  | 1      |         |         | 63,95 | 7  | 13,89 | 1  |         |         |